# 阚保勇
阚保勇（1973年6月—），山东成武人，中华人民共和国政治人物。现任郴州市人民政府市长。

## 生平
1973年6月，阚保勇出生在山东省成武县。1993年12月加入中国共产党。
1996年8月，阚保勇进入中国有色金属工业总公司工作，1998年4月转入中国铜铅锌集团公司。2000年12月，阚保勇调到中央企业工委组织部，2003年6月调到国务院国有资产监督管理委员会企业领导人员管理二局。2004年3月起阚保勇先后出任中国铝业公司人事部（老干部局）干部处副处长、处长。
2011年3月，阚保勇调到湖南省长沙市，出任长沙有色冶金研究设计院有限公司党委副书记、纪委书记，2013年3月升任党委书记。
2015年12月，阚保勇调回中国铝业公司，出任人力资源部（老干部工作部）主任，2018年2月起兼任中铝大学副校长、中铝党校副校长。
2020年10月，阚保勇调到湖南省郴州市，出任市委副书记、市委党校（郴州行政学院、市社会主义学院）校（院）长，同年12月兼任政法委书记。2021年5月，阚保勇出任中共长沙市委副书记、政法委书记。2022年3月，阚保勇出任中共郴州市委副书记、代理市长。